# NGC 2960
NGC 2960 este o galaxie LINER situată în constelația Hidra. A fost descoperită în 4 martie 1826 de către John Herschel.